# Juan Grau Vilarrubias
Juan Grau Vilarrubias (Santiago de Chile, 6 de julio de 1917- Santiago de Chile, 27 de julio de 2009) fue un médico-cirujano y ecologista chileno descendiente de españoles. Es considerado como uno de los padres del ecologismo en Chile.

## Biografía
Nació el 6 de julio de 1917 en Santiago de Chile, siendo hijo de los ciudadanos españoles José Grau y Rosa Vilarrubias. Contrajo un primer matrimonio con Graciela Correa, con quien tuvo cinco hijos, y luego con la ciudadana japonesa Mitsuyo Tanabe, con quien tuvo una hija.
Durante su infancia fue llevado por sus padres a España, cursando su educación primaria y secundaria en Barcelona. Volvió a Chile en 1937 durante la guerra civil española, y en 1946 se graduó como médico en la Escuela de Medicina de la Universidad de Chile, donde fue cercano a Juan Noe Crevani. Luego de egresar continuó vinculado a ese espacio académico como docente hasta 1965, periodo en donde publica una serie de libros sobre salud y primeros auxilios. Durante este periodo, además, se destaca por su rechazo al uso de la energía nuclear producto de los hechos aún recientes de la Segunda Guerra Mundial.
En 1971 se unió al Comité Nacional Pro Defensa de la Flora y Fauna (CODEFF), organización fundada tres años como espacio pionero en defensa del medio ambiente en Chile. A partir de esta experiencia funda en 1974 el Instituto de Ecología de Chile, que en los años siguientes logra crear 21 filiales a nivel nacional, así como incidir en la formación de más de 200 "grupos de ecología" entre estudiantes de nivel escolar.
Dado su carácter apolítico y perfil conservador, así como a la ausencia durante este periodo de proyectos políticos ecologistas, durante la dictadura militar de Augusto Pinochet fue consultado como asesor en materias ambientales, logrando incidir en que la Constitución de 1980 garantice el "derecho a vivir en un medio ambiente libre de contaminación" y que "es deber del Estado velar para que este derecho no sea afectado y tutelar la preservación de la naturaleza". Desde el Instituto de Ecología, y en conjunto con CODEFF, también contribuyó a lograr la declaración del alerce como monumento nacional en 1975, el cese de las actividades balleneras en Chile en 1983, y en una arista diferente, a la declaración del lapislázuli como piedra nacional de Chile en 1984. Durante este periodo, además, aparece en diversos medios alertando sobre el problema de la contaminación atmosférica en Santiago, contribuyendo a popularizar el concepto de "smog". En 1985 publica la primera edición de su libro "Ecología y ecologismo", compilación de sus intervenciones en la prensa y que sistematiza su visión general con respecto al problema medioambiental.
Entre 1984 y 1990 se desempeñó como secretario técnico ad-honorem de la Comisión Nacional de Ecología (CONADE), antecedente de la posterior Comisión Nacional de Medio Ambiente, actual Ministerio del Medio Ambiente.
Fallece el 27 de julio de 2009 en Santiago de Chile a la edad de 92 años.

## Reconocimientos
En 1987 fue reconocido con el premio “Global 500” del Programa de las Naciones Unidas para el Medioambiente.
En Chile el año 2000 recibió el Premio Nacional del Medio Ambiente por parte de la Comisión Nacional del Medio Ambiente, y el año 2002 la Fundación para la Recuperación y Fomento de la Palma Chilena lo nombró Caballero de la Palma Chilena en su grado máximo de "Gran Caballero".

## Publicaciones
- Las ondas ultrasonoras y su aplicación en la medicina (1946)
- Física de los aerosoles y técnica de las nebulizaciones (1950)
- Un nuevo modelo de nebulizador con dispositivo de variación micelar (1950)
- Primeros auxilios (1961)
- Usted y su asma (1962)
- Primeros auxilios en accidentes y emergencias (1968)
- El mundo de las piedras preciosas: su ciencia, su técnica y su leyenda (1973)
- Como y por qué dejar de fumar: el problema del tabaquismo y su curación analizado por un médico especialista (1983)
- Ecología y ecologismo: análisis de los problemas ecológicos que afligen al planeta y de como a través del ecologismo pueden solucionarse (1985)
- Lapislázuli: la piedra nacional de Chile (1986)
- Publicaciones médicas (1989)
- La ecología del pequeño José: aventuras en la precordillera (1991)
- La ecología del pequeño José: 2o. libro: aventuras en la costa (1992)
- Aventuras en Isla de Pascua (1993)
- Contaminación del aire y ruido: análisis y soluciones de la contaminación atmosférica, acústica, visual y radiactiva (1993)
- La chinchilla: su crianza en todos los climas (1993)
- Biología y patología de la chinchilla (1994)
- Ecología y ecologismo: el libro rojo del medio ambiente (1996)
- Voces indígenas de uso común en Chile: glosario etimológico (1997)
- Palmeras (2000)
- Contaminación del aire y ruido: análisis y soluciones de las contaminaciones de la atmosféra, acústica, visual, electromagnética olfativa y radiactiva (2003)
- Palmeras de Chile: revisión exhaustiva de las dos palmeras endémicas y reseña de las especies introducidas (2004)